# ليلة الرعب
ليلة الرعب (بالإنجليزية: Fright Night)‏ هو فيلم رعب تم إنتاجه في الولايات المتحدة وصدر في سنة 2011. الفيلم من إخراج كريغ غيليسبي وكتابة مارتي نوكسون وتوم هولاند.

## بطولة
- أنتون يلشين
- كولين فاريل
- كريستوفر مينتز-بلاز
- توني كوليت

## القصة
إطار الرعب الممزوج بالكوميدي يحاول تشارلي بروستر كشف حقيقة جاره جيري داندريج الذي يظهر في المدينة متزامنا مع فقد مجموعة من الطلاب في ظروف غامضة متفاجأ بعلاقته بوالدته ومع مهاجمة جيري للمزيد من الناس.

## الميزانية والإيرادات
بلغت تكلفة إنتاج الفيلم حوالي 30 مليون دولار بينما حقق أرباحا تقدر بـ 41,002,607 دولار.

## روابط خارجية
- ليلة الرعب على موقع IMDb (الإنجليزية)
- ليلة الرعب على موقع ميتاكريتيك (الإنجليزية)
- ليلة الرعب على موقع روتن توميتوز (الإنجليزية)
- ليلة الرعب على موقع نتفليكس (الإنجليزية)
- ليلة الرعب على موقع قاعدة بيانات الأفلام العربية
- ليلة الرعب على موقع ألو سيني (الفرنسية)
- ليلة الرعب على موقع Turner Classic Movies (الإنجليزية)
- ليلة الرعب على موقع أول موفي (الإنجليزية)
- ليلة الرعب على موقع بوكس أوفيس موجو (الإنجليزية)
- ليلة الرعب على موقع فيلمافينيتي (الإسبانية)